# 17. Armee (Wehrmacht)
Die 17. Armee/Armeeoberkommando 17 (AOK 17) war ein Kommandobehörde des Heeres der Wehrmacht während des Zweiten Weltkrieges. Sie war Oberkommando jeweils wechselnder Armeekorps sowie zahlreicher Spezialtruppen. Im August und September 1942 wurde die 17. Armee im Zuge der deutschen Sommeroffensive auch als Armeegruppe Ruoff bezeichnet.

## Geschichte
Das Armeeoberkommando 17 wurde am 20. Dezember 1940 im Wehrkreis II (Stettin) aufgestellt, um das für den Balkanfeldzug vorgesehene AOK 12 im Generalgouvernement abzulösen. Beim Angriff auf die Sowjetunion wurde die Armee unter General von Stülpnagel im Rahmen der Heeresgruppe Süd zum Angriff auf Rawa Ruska und Lemberg eingesetzt. 

### Gliederung am 22. Juni 1941
- IV. Armeekorps mit 24., 71., 262., 295. und 296. Infanterie-Division
- XXXXIX. Gebirgskorps mit 1. Gebirgs-Division sowie 68. und 257. Infanterie-Division
- LII. Armeekorps mit 97., 100. und 101. leichte Division

Die 17. Armee beteiligte sich nach dem Vorstoß auf Winniza Anfang August an der Kesselschlacht bei Uman und Anfang bis Mitte September der Schlacht um Kiew. Der 17. Armee waren dabei auch Truppenteile der Verbündeten Ungarn (motorisiertes Korps) und Slowakei unterstellt, zeitweilig auch das italienische Expeditionskorps.
1941 beteiligten sich Einheiten des AOK 17 an Massenhinrichtungen von Juden u. a. bei Poltava.
Am 6. Oktober begann unter dem neuen Armeebefehlshaber Generaloberst Hoth die Offensive aus dem Raum Poltawa in Richtung auf Losowaja und Isjum zum Fluss Donez. 1942 folgte die Teilnahme an der Schlacht bei Charkow und der deutschen Sommeroffensive (Unternehmen Edelweiß), bei der sie als Teil der neugebildeten Heeresgruppe A in den westlichen Kaukasus vorstieß. Im August und September 1942 wurde sie aufgrund der zeitweiligen Unterstellung der rumänischen 3. Armee als Armeegruppe Ruoff bezeichnet. Auch in der Folgezeit bis 1944 blieben ihr rumänische Verbände in erheblichem Umfang unterstellt.

### Gliederung am 7. Juli 1943
- V. Armeekorps (General der Infanterie Wetzel) mit 4. Gebirgs- und 73. Infanterie-Division sowie rumänische 1. Gebirgs-Division
- XXXXIV. Armeekorps (General der Artillerie de Angelis) mit 97. und 101. Jäger-Division, 79., 98. und 125. Infanterie-Division sowie rumänische 10. Infanterie-Division
- Rumänisches Kavallerie-Korps (Generalmajor Gheorghe Cealik) mit rumänischer 19. Infanterie- sowie 6. und 9. Kavallerie-Division
- XXXXIX. Gebirgskorps (General der Gebirgstruppe Konrad) mit Teilen 13. Panzer- sowie 50. und 370. Infanterie-Division[2]

Nach dem Rückzug aus dem Kaukasus kämpfte die Armee 1943 im Kuban-Brückenkopf, der im Oktober 1943 geräumt werden musste, wobei sich die Armee auf die Krim zurückzog. Die 17. Armee hatte sich Ende September 1943 in den sogenannten „Kleinen Gotenkopf“ auf eine kleinere Zwischenstellung abgesetzt: im Norden hielt die Gruppe Becker (50. und 370. Division), in der Mitte die Gruppe Konrad (97. Jäger- und 98. Infanterie-Division) und am Süd-Abschnitt die Gruppe Sixt (4. Gebirgs- und rumänische 19. Division). Das freigemachte V. Armeekorps wurde auf die Krim verlegt, das XXXXIV. Armeekorps (9., 101. und 125. Division) zur 6. Armee an die untere Dnjepr-Front abgegeben.
Im Zuge der Schlacht um die Krim wurde die 17. Armee im Mai 1944 durch die Rote Armee im Raum Sewastopol vernichtet und anschließend bei der Heeresgruppe Südukraine neu aufgestellt. Bis zum Kriegsende kämpfte sie in Galizien, den Ostkarpaten und zuletzt in Schlesien, wo sie in der Schlacht um Breslau gegen die 1. Ukrainische Front kämpfte. Im Mai 1945 erfolgte im Zuge der Prager Operation die Kapitulation im Kessel nördlich von Prag.

## Unterstellung
- Heeresgruppe B (Januar bis April 1941)
- Heeresgruppe A (Mai 1941)
- Heeresgruppe Süd (Juni 1941 bis Juli 1942)
- Heeresgruppe A (August 1942 bis März 1944)
- Heeresgruppe Südukraine (April bis Juli 1944)
- Heeresgruppe Nordukraine (August bis September 1944)
- Heeresgruppe A (Oktober 1944 bis Januar 1945)
- Heeresgruppe Mitte (Februar bis Mai 1945)

## Oberbefehlshaber
| Name                         | Beginn der Berufung | Dienstgrad             |
| ---------------------------- | ------------------- | ---------------------- |
| Wilhelm Hasse                | 1. April 1945       | General der Infanterie |
| Friedrich Schulz             | 26. Juli 1944       | General der Infanterie |
| Karl Allmendinger            | 1. Mai 1944         | General der Infanterie |
| Erwin Jaenecke               | 1. April 1944       | Generaloberst          |
| Ferdinand Schörner           | 2. März 1944        | Generaloberst          |
| Erwin Jaenecke               | 25. Juni 1943       | Generaloberst          |
| Richard Ruoff                | 1. Juni 1942        | Generaloberst          |
| Hans von Salmuth             | 20. April 1942      | General der Infanterie |
| Hermann Hoth                 | 5. Oktober 1941     | Generaloberst          |
| Carl-Heinrich von Stülpnagel | 20. Dezember 1940   | General der Infanterie |